# Thomas Carlin (Abt)
Thomas Carlin (* um 1496; † 21. Juli 1552 in Murrhardt) war ein  katholischer Priester, Benediktiner und Abt  des Klosters St. Januarius in Murrhardt.

## Leben und Wirken
Die erste Erwähnung Thomas Carlins als Prior des Klosters Murrhardt erfolgte anlässlich der Wahl Martin Mörlins zum Abt am 3. Januar 1528. Nach der Reformation des Klosters und seiner Aufhebung durch den württembergischen Klostervogt Jakob Hofsess im Auftrag Herzog Ulrichs von Württemberg am 22. Januar 1536 blieb Carlin zusammen mit Mörlin und zwei weiteren Mönchen im Kloster und war beim Ableben des Abtes der einzige überlebende Mönch in Murrhardt.
Die Teilnahme Württembergs am Schmalkaldischen Krieg auf Seiten des protestantischen Bundes führte zur Besetzung des Herzogtums durch die Armeen Kaiser Karls V.; auch in Murrhardt wurden im Sommer 1548 spanische Besatzungstruppen einquartiert und der Murrhardter Klosterkonvent im Rahmen des Interims wieder eingesetzt. Da der Konvent aber nur noch aus Carlin selbst bestand, konnte keine ordentliche Abtwahl durchgeführt werden – daher bestimmte Herzog Ulrich im Sommer 1548 zum Abt des Klosters Murrhardt, nicht ohne Carlin vertraglich zur Anerkennung der württembergischen Herrschaft und Obergerichtsbarkeit zu verpflichten. Diese, nach kanonischem Recht eher unübliche Einsetzung Carlins in die Abtwürde wurde trotz einiger Vorbehalte durch den Bischof von Würzburg, Melchior Zobel von Giebelstadt aus politischen Gründen gebilligt und Thomas Carlin schließlich am 26. September 1548 in der Benediktinerabtei St. Stephan von Weihbischof Georg Flach zum Abt geweiht.
In den folgenden Jahren widmete sich Abt Carlin insbesondere dem Neuaufbau des klösterlichen Lebens in Murrhardt und der Stabilisierung der wirtschaftlichen Verhältnisse des Klosters. Er nahm Novizen auf und ließ den Konvent in enger Bindung an das Würzburger Bistum durch die Übersiedlung von Mönchen aus anderen Klostern schrittweise wieder anwachsen. Auch die finanziellen Spielräume des Klosters verbesserten sich unter Carlins geschickter Führung merklich – so konnten 1551 wichtige Klostergebäude, darunter das Dormitorium, die bei der Besetzung Murrhardts durch die spanischen Truppen den Flammen zum Opfer gefallen waren, wieder aufgebaut werden.
Aufgrund des Einsetzungsvertrages von 1548 wurde dem Abt des Klosters Murrhardt der Rang eines herzoglichen Rates zuerkannt. Daher wurde Thomas Carlin von Ulrichs Sohn und Nachfolger, Herzog Christoph zu den württembergischen Landtagen ab 1550 berufen, um den Herzog in wichtigen politischen Fragen zu beraten.
Durch die Verhandlungen zum Abschluss des Passauer Vertrages zwischen dem römisch-deutschen König Ferdinand I. und den protestantischen Reichsfürsten im Jahr 1552 verschlechterte sich die rechtliche Position des Murrhardter Klosters wieder deutlich – unter anderem wurde dem Abt durch Herzog Christoph untersagt, weitere Novizen aufzunehmen und die im Kloster lebenden jungen Mönche gemäß dem katholischen Glaubensbekenntnis zu erziehen.
In dieser für das Kloster so angespannten Zeit verstarb Thomas Carlin in Murrhardt am 21. Juli 1552 im Alter von 56 Jahren. Sein Nachfolger im Amt des Abtes wurde Otto Leonhard Hofsess.

## Sonstiges
Das Grabdenkmal des Thomas Carlin hat sich leider nicht erhalten, der Wortlaut wurde aber durch historischen Aufzeichnungen überliefert:
Anno 1552. Scias Candide Lector hoc saxum Venerabilis et pij D(omini) Thomae hujus Monasterii abbatis corruptibile Corpus obtegere. Qui erga Deum et homines Christianissimum gessit animum. Etiam tam monastice religionis, quam aedificiorum restaurator fuit. Vitam terminavit 21ten Juli Vixit annos 56. Regnavit 4. Cuius anima requiescat in pace.
(Im Jahr 1552. Wisse, redlicher Leser, daß dieser Stein den vergänglichen Leichnam des ehrwürdigen und frommen Herrn Thomas, Abts dieses Klosters, bedeckt. Er hat gegenüber Gott und den Menschen eine höchst christliche Gesinnung bewiesen. Auch war er ein Erneuerer sowohl des Klosterlebens als auch der Bauten. Sein Leben beschloß er am 21. Juli, er hat 56 Jahre gelebt, 4 Jahre regiert. Seine Seele ruhe in Frieden.)